# Malachiasz z Armagh
Malachiasz z Armagh irl. Mael Maedoc Ua Morgair (ur. w 1094 w Armagh w Irlandii, zm. 2 listopada 1148 w opactwie Clairvaux) – irlandzki duchowny katolicki, biskup, jasnowidz, święty Kościoła katolickiego.

## Życiorys
Prawdopodobnie pochodził ze szlacheckiego rodu. Był duchowym spadkobiercą staroceltyckich misteriów. Miał zdolności wizjonerskie. Święcenia kapłańskie przyjął w 1119 roku. Od roku 1123 był biskupem miasta Connor, a potem miasta Down. Prowadził życie ascety. W roku 1139 św. Malachiasz opuścił Irlandię i udał się w pielgrzymkę do Rzymu. Św. Malachiasz przebywał w Rzymie do ok. 1141 roku. Otrzymał tytuł biskupa i legata papieskiego. Powrócił on do Irlandii, gdzie wprowadził liturgię rzymską i reformę cysterską. Rozpoczął w swej ojczyźnie zamorski zwyczaj budowania kaplic z kamienia, a nie jak wcześniej – z drewna. Wywołało to protesty konserwatystów, jednak św. Malachiasz wybudował w swym kraju bardzo dużo kościołów, kaplic i innych licznych miejsc kultu chrześcijańskiego. Jego najbliższym przyjacielem był św. Bernard z Clairvaux, który towarzyszył mu niemal przez całe życie.
W roku 1148 wyruszył w drugą pielgrzymkę do Rzymu, jednak podczas wyczerpującej drogi zachorował na poważną, śmiertelną chorobę. Zatrzymał się we francuskim klasztorze w Clairvaux i zmarł tam w ramionach przyjaciela, św. Bernarda.
Nieznane jest dokładne miejsce jego pochówku. Św. Bernard, uważając Malachiasza za świętego, spisał później jego biografię, która była pierwszym oficjalnym źródłem informacji o św. Malachiaszu. Potwierdził w niej dar jasnowidzenia Malachiasza.
Św. Malachiasz został kanonizowany w 1190 roku przez Klemensa III.
Jego wspomnienie liturgiczne przypada 2 listopada.
Przypuszcza się, że w 1590 roku powstała, uważana za fałszerstwo mające doprowadzić do wyboru pożądanego kandydata na stanowisko papieża, przypisywana Malachiaszowi przepowiednia. Według legendy kiedy ujrzał on Wieczne Miasto po raz pierwszy, upadł na kolana i doznał wizji, podczas której zobaczył 111 papieży aż po dzień Sądu Ostatecznego. Spisał on swą wizję, wypisując 112 papieży od współczesnego mu papieża Innocentego II. Również później powstawały przepowiednie przypisywane Malachiaszowi, będące naśladownictwem domniemywanego pierwszego fałszerstwa.